# Strigoderma haenschi
Strigoderma haenschi är en skalbaggsart som beskrevs av Ohaus 1902. Strigoderma haenschi ingår i släktet Strigoderma och familjen Rutelidae. Inga underarter finns listade i Catalogue of Life.